# Backlash (2025)
Backlash (2025), promowane również jako Backlash St. Louis – dwudziesta gala wrestlingu w chronologii cyklu Backlash wyprodukowana przez federację WWE dla zawodników z brandów Raw i SmackDown. Odbyła się 10 maja 2025 w Enterprise Center w St. Louis w stanie Missouri. Motywem gali była odpowiedź na wydarzenia z WrestleManii 41.
Wydarzenie to było pierwszym występem Johna Ceny na Backlash od 2009 roku, które było również jego ostatnim występem na Backlash z powodu jego przejścia na emeryturę z profesjonalnego wrestlingu pod koniec 2025 roku.
Na gali odbyło się pięć walk. W walce wieczoru, John Cena pokonał Randy’ego Ortona, aby zachować Undisputed WWE Championship ze SmackDown. W innych ważnych walkach, Gunther pokonał Pata McAfeego poprzez techniczne poddanie, a w walce otwierającej galę Jacob Fatu pokonał LA Knighta, Damiana Priesta i Drew McIntyre’a w fatal 4-way matchu, aby zachować WWE United States Championship ze SmackDown. Wydarzenie było okazją do debiutu Jeffa Cobba w WWE.

## Produkcja

### Tło
Backlash to cykl gal wrestlingu zapoczątkowana przez amerykańską promocję WWE w 1999 roku. Gale ddbywały się corocznie od 1999 do 2009 roku, ale następnie zostały przerwane, aż do przywrócenia ich w 2016 roku i od tego czasu odbywają się co roku, z wyjątkiem 2019 roku. Oryginalna koncepcja wydarzenia opierała się na odpowiedzi na wydarzenia z flagowej gali WWE, WrestleManii. Gale z lat 2016–2020 nie dotyczyły tego motywu; jednak od 2021 roku WWE przywróciło Backlash do oryginalnej koncepcji.
14 marca 2025 roku WWE ogłosiło, że 20. gala Backlash, promowana jako "Backlash St. Louis", odbędzie się 10 maja 2025 roku w Enterprise Center w St. Louis w stanie Missouri i wystąpią na niej wrestlerzy z brandów Raw i SmackDown. Oprócz emisji w tradycyjnym systemie pay-per-view (PPV) na całym świecie i za pośrednictwem transmisji na żywo na Peacock w Stanach Zjednoczonych, wydarzenie będzie również dostępne do transmisji na żywo w serwisie Netflix na większości rynków międzynarodowych oraz w WWE Network we wszystkich pozostałych krajach, które nie zostały jeszcze przeniesione do Netflix z powodu wcześniej obowiązujących umów. Jest to pierwsza transmisja Backlash na żywo w serwisie Netflix po fuzji WWE Network w ramach usługi w styczniu 2025 roku na tych obszarach. Bilety trafią do sprzedaży 21 marca za pośrednictwem Ticketmaster.

### Rywalizacje
Backlash oferowało walki profesjonalnego wrestlingu z udziałem wrestlerów należących do brandów Raw i SmackDown. Oskryptowane rywalizacje (storyline’y) kreowane będą podczas cotygodniowych gal Raw i SmackDown. Wrestlerzy są przedstawieni jako heele (negatywni, źli zawodnicy i najczęściej wrogowie publiki) i face’owie (pozytywni, dobrzy i najczęściej ulubieńcy publiki), którzy rywalizują pomiędzy sobą w seriach walk mających budować napięcie. Kulminacją rywalizacji jest walka wrestlerska lub ich seria.

#### Pojedynek o Undisputed WWE Championship
W walce wieczoru drugiej nocy WrestleManii 41, John Cena wygrał Undisputed WWE Championship, stając się rekordowym 17-krotnym mistrzem świata WWE. Na następnym odcinku Raw, Cena cieszył się ze swojej wygranej, zanim został zaatakowany przez Randy’ego Ortona przez RKO. Na SmackDown w ten piątek, gdy Cena miał zamiar wyciąć kolejną promocję, został przerwany przez Ortona, który próbował dotrzeć do teraz nikczemnego Ceny po jego zdradzie w marcu w Toronto. Po wymianie słów Orton wyzwał Cenę na pojedynek o mistrzostwo tej nocy; Cena jednak odmówił, stwierdzając, że walka powinna odbyć się w rodzinnym mieście Ortona St. Louis na Backlash. Pojedynek został następnie oficjalnie ogłoszony, i był zapowiadany jako "One Last Time".

#### Pojedynek o WWE Women’s Intercontinental Championship
Przed nocą pierwszą WrestleManii 41, Bayley, która miała połączyć siły z Lyrą Valkyrią w walce o WWE Women’s Tag Team Championship w drugiej nocy wydarzenia, została zaatakowana za kulisami przez nieznanego napastnika, co wymagało od Valkyrii znalezienia nowej partnerki. W drugiej nocy Becky Lynch niespodziewanie powróciła jako tajemnicza partnerka Valkyrii i wygrały Women’s Tag Team Championship. Jednak w rewanżu następnej nocy na Raw straciły tytuł, a po walce Lynch zaatakowała Valkyrię, zmieniając się w heela po raz pierwszy od 2022 roku. W następnym tygodniu Lynch ujawniła, że to ona zaatakowała Bayley, a także stwierdziła, że zaatakowała Valkyrię z powodu przyjaźni Valkyrii z Bayley, z którą Lynch miała wiele problemów w ostatnich latach. Valkyria przerwała i wyzwała Lynch do walki, jednak Lynch odmówiła. Valkyria następnie wyzwała Lynch na pojedynek na Backlash, zgadzając się bronić swojego Women’s Intercontinental Championship przeciwko Lynch, która następnie zaakceptowała.

#### Gunther vs. Pat McAfee
Na Raw w noc po WrestleManii 41, Gunther wyszedł i pokłócił się z komentatorami Michaelem Cole’em i Patem McAfee, ponieważ Gunther czuł się przez nich lekceważony po przegranej na WrestleManii. Gunther następnie zaatakował Cole’a, co doprowadziło do tego, że McAfee zaatakował Gunthera w obronie Cole’a, Gunther obezwładnił McAfee i udusił go. Gunther został następnie ukarany grzywną i zawieszony przez Generalnego Menadżera Raw Adama Pearce’a. W następnym tygodniu McAfee chciał walczyć z Guntherem i poprosił Generalnego Menadżera SmackDown Nicka Aldisa, który zastępował Pearce’a tej nocy, o zniesienie zawieszenia Gunthera. Aldis odmówił i zamiast tego zaproponował pojedynek między nimi na Backlash, który McAfee zaakceptował.

#### Pojedynek o WWE United States Championship
Podczas nocy pierwszej WrestleManii 41, Jacob Fatu pokonał LA Knighta, aby wygrać WWE United States Championship, a dzień później podczas nocy drugiej, Drew McIntyre pokonał Damiana Priesta w Sin City Street Fightcie. W następnym odcinku SmackDown, podczas świętowania Bloodline (Fatu i Solo Sikoa), Knight przerwał, stwierdzając, że chce rewanżu. McIntyre również przerwał, a po drwinach z Priesta stwierdził, że chce również walki o mistrzostwo, a Generalny Menadżer SmackDown Nick Aldis zaplanował walkę pomiędzy Knightem a McIntyre’em później tej nocy, aby wyłonić pretendenta numer jeden do United States Championship Fatu. Podczas walki Priest zaatakował McIntyre’a, podczas gdy Sikoa zaatakował Knighta, jednak sędzia zauważył tylko atak Priesta, przyznając McIntyre’owi zwycięstwo przez dyskwalifikację. Później Fatu stanął wysoko nad Knightem i Priestem. W następnym odcinku, Knight i Priest zmierzyli się ze sobą w walce, która zakończyła się bez rezultatu z powodu ingerencji Sikoa. Po walce Priest i Knight wdali się w bójkę z Fatu i Sikoą. Aldis następnie zaplanował triple threat match pomiędzy Fatu, Priestem i Knightem o United States Championship na Backlash, jednak po tym, jak Sikoa stwierdził, że McIntyre powinien otrzymać walkę o mistrzostwo z powodu jego dyskwalifikacji, Aldis zaplanował fatal 4-way match o mistrzostwo również z udziałem McIntyre’a na Backlash.

#### Pojedynek o WWE Intercontinental Championship
Podczas nocy drugiej WrestleManii 41, Dominik Mysterio z Judgment Day zdobył Intercontinental Championship w fatal 4-way matchu z udziałem Penty i kolegi Mysterio ze stajni Finna Bálora, którego przypiął. W następnym odcinku Raw, Mysterio z powodzeniem obronił swoje mistrzostwo przeciwko Pentcie po ingerencji powracającego JD McDonagha. W następnym odcinku, Penta ingerował w tag team match Bálora i McDonagha, co kosztowało ich walkę. Tydzień później, Penta pokonał McDonagha pomimo ingerencji Bálora i Carlito. Później tej nocy ogłoszono, że Mysterio będzie bronił swojego Intercontinental Championship przeciwko Pentcie na Backlash.

## Wyniki walk
| Nr                                 | Wyniki                                                                               | Stypulacje                                                 | Czas  |
| ---------------------------------- | ------------------------------------------------------------------------------------ | ---------------------------------------------------------- | ----- |
| 1                                  | Jacob Fatu (c) pokonał LA Knighta, Damiana Priesta i Drew McIntyre’a poprzez pinfall | Fatal 4-way match o WWE United States Championship         | 17:55 |
| 2                                  | Lyra Valkyria (c) pokonała Becky Lynch poprzez pinfall                               | Singles match fo WWE Women’s Intercontinental Championship | 18:45 |
| 3                                  | Dominik Mysterio (c) pokonał Pentę poprzez pinfall                                   | Singles match fo WWE Intercontinental Championship         | 9:20  |
| 4                                  | Gunther pokonał Pata McAfeego poprzez techniczne poddanie                            | Singles match                                              | 14:00 |
| 5                                  | John Cena (c) pokonał Randy’ego Ortona poprzez pinfall                               | Singles match o Undisputed WWE Championship                | 27:50 |
| (c) – mistrz/mistrzyni przed walką |                                                                                      |                                                            |       |